# Cyril Koskinas
 (août 2024).
La mise en forme du texte ne suit pas les recommandations de Wikipédia : il faut le « wikifier ».
Les points d'amélioration suivants sont les cas les plus fréquents :
- Les titres sont pré-formatés par le logiciel. Ils ne sont ni en capitales, ni en gras.
- Le texte ne doit pas être écrit en capitales (les noms de famille non plus), ni en gras, ni en italique, ni en « petit »…
- Le gras n'est utilisé que pour surligner le titre de l'article dans l'introduction, une seule fois.
- L'italique est rarement utilisé : mots en langue étrangère, titres d'œuvres, noms de bateaux, etc.
- Les citations ne sont pas en italique mais en corps de texte normal. Elles sont entourées par des guillemets français : « et ».
- Les listes à puces sont à éviter, des paragraphes rédigés étant largement préférés. Les tableaux sont à réserver à la présentation de données structurées (résultats, etc.).
- Les appels de note de bas de page (petits chiffres en exposant, introduits par l'outil «  Source ») sont à placer entre la fin de phrase et le point final[comme ça].
- Les liens internes (vers d'autres articles de Wikipédia) sont à choisir avec parcimonie. Créez des liens vers des articles approfondissant le sujet. Les termes génériques sans rapport avec le sujet sont à éviter, ainsi que les répétitions de liens vers un même terme.
- Les liens externes sont à placer uniquement dans une section « Liens externes », à la fin de l'article. Ces liens sont à choisir avec parcimonie suivant les règles définies. Si un lien sert de source à l'article, son insertion dans le texte est à faire par les notes de bas de page.
- La présentation des références doit suivre les conventions bibliographiques. Il est recommandé d'utiliser les modèles {{Ouvrage}}, {{Chapitre}}, {{Article}}, {{Lien web}} et/ou {{Bibliographie}}. Le mode d'édition visuel peut mettre en forme automatiquement les références.
- Insérer une infobox (cadre d'informations à droite) n'est pas obligatoire pour parachever la mise en page.

Pour une aide détaillée, merci de consulter Aide:Wikification.
Si vous pensez que ces points ont été résolus, vous pouvez retirer ce bandeau et améliorer la mise en forme d'un autre article.
Cyril Koskinas, né le 22 janvier 1981 à Tremblay-en-France, est un criminel français, surnommé le « tueur du Canal de l'Ourcq ». Il est l'auteur de l'assassinat d'une escort girl et de son amie, en Seine-et-Marne, les 7 et 19 juillet 2004, ainsi que la séquestration d'une troisième jeune femme, quelques semaines plus tôt,.
En juillet 2004, deux corps de femmes sont découverts dans le Canal de l'Ourcq, à 24 heures d'intervalle. Après avoir identifié la seconde victime, les enquêteurs parviennent à remonter jusqu'à Koskinas. Arrêté le 28 juillet 2004, il est mis examen et incarcéré pour les deux assassinats. La première victime sera idenfiée quelques mois plus tard. Sadomasochiste et d'un comportement dérangeant, Koskinas est décrit comme un « sadique sexuel, pervers et dérangé », prenant plaisir à faire souffrir les autres. Les enquêteurs et les psychiatres parleront d'un début de tueur en série,.
Koskinas est condamné, le 16 septembre 2008, à la réclusion criminelle à perpétuité sans période de sûreté.

## Biographie

### Jeunesse
Cyril Koskinas est né le 22 janvier 1981 à Tremblay-en-France, (Seine-Saint-Denis). Issu d'une famille de classe moyenne, Koskinas est un « enfant de banlieue parisienne ». Son père est chauffeur de poids lourd, tandis que sa mère est assistante commerciale. Koskinas a un frère, né en 1987, de six ans son cadet.
Koskinas ne présente pas de traumatisme dans son enfance et son adolescence. Il développe une passion pour trois domaines : les voitures, la moto et les filles. Après avoir arrêté l'école sans diplômes, Koskinas échoue cependant en CAP de mécanique automobile et en CAP de mécanique moto,.
Au début des années 2000, il est victime d'un grave accident de moto, dont il manque de perdre une jambe, et mettra plusieurs mois à se remettre. Après l'accident, Koskinas est plus soucieux de l'état de sa moto que de son propre état physique. À partir de cette période, il commence à se désintéresser de son avenir ainsi que de la vie humaine.
Il entretient par la suite une relation avec Alice, qu'il décrira comme étant la seule fille qu'il ait aimée. Lors de leurs relations sexuelles, Koskinas est adepte du sadomasochisme. La famille d'Alice ne voit pas d'un bon œil Koskinas car celui-ci est bagarreur et provocateur,.
Lorsqu'Alice rompt avec lui, le 1er mai 2004, Koskinas est désemparé. Il essaye de la reconquérir, mais la jeune femme se refuse à lui. En raison de son addiction au sexe violent, Koskinas se met à aborder des femmes, allant même jusqu'à en harceler par téléphone pour des rapports sexuels,,,.

## Les faits, l'enquête
Le 26 mai 2004, Koskinas rencontre Sylvie, une jeune femme d'une vingtaine d'années, et décide de l'inviter chez lui pour boire un verre. Séduite par Koskinas, la jeune femme accepte. Le premier soir, ils ont un rapport sexuel consenti, mais Koskinas la ligote dès le lendemain. Au cours des jours suivants, les relations deviennent de plus en plus violentes : masque sur les yeux, bâillon-boule dans la bouche, cordelette et menottes. Au bout de cinq jours de séquestration, la victime profite d'un détournement de regard de Koskinas pour s'enfuir par la porte d'entrée. Koskinas s'aperçoit de la fuite de sa victime, mais ne parvient pas à la rattraper, celle-ci l'ayant semé,.
Le 9 juin 2004, Sylvie dépose plainte contre Koskinas pour agression sexuelle et séquestration. Le parquet ouvre une brève enquête, avant de la classer sans suite, le 5 juillet 2004, sans même avoir interrogé Koskinas.
Dans l'après-midi du 7 juillet 2004, Koskinas contacte Oumeyma Bourmani, une escort girl de 26 ans, pour lui donner rendez-vous à la Gare de Villepinte. Ils ne se sont jamais vus physiquement, mais ont déjà échangés des appels téléphoniques. Koskinas téléphone depuis une cabine téléphonique pour ne pas laisser de trace sur son téléphone portable. Après leur rencontre, Koskinas emmène Oumeyma à son appartement de Mitry-Mory, où ils entament un rapport sexuel sadomasochiste. Dans ces rapports, Oumeyma est dominatrice et n'accepte pas d'être dominée. Koskinas a ce même principe et refuse de se laisser dominer. Il lui met son masque sur les yeux, son bâillon-boule dans la bouche, sa cordelette autour du torse et ses menottes aux poignets. Koskinas filme également la scène, où la victime est de moins en moins consentante et perd conscience. Le soir même, Koskinas charge Oumeyma dans sa voiture, roule jusqu'à Fresnes-sur-Marne, puis jette la jeune femme, encore vivante, dans le Canal de l'Ourcq, où elle meurt noyée, avant de repartir à son appartement. Le lendemain du crime, Koskinas dépose 300 € sur son compte bancaire, volés à Oumeyma,,.
Le 19 juillet 2004, un corps est retrouvé dans le Canal. La police fluviale est dépêchée sur les lieux et découvrent un corps en mauvais état. Il est découvert que le corps est celui d'une femme d'âge avoisinant les 30 ans. La jeune femme est nue et ligotée, mais sa décomposition est si avancée qu'elle ne permet aucune identification. Les enquêteurs cherchent parmi les disparitions récentes, mais aucune n'a été signalée au cours des derniers jours. L'enquête s'avère donc difficile pour l'équipe chargée de l'affaire. Ce même après midi, Koskinas donne rendez-vous à sa meilleure amie, Angélique Despostes, 22 ans, pour lui proposer une séance de sadomasochisme. Il ignore alors que le corps de sa première victime a été découvert. Après hésitation, Angélique accepte car elle a conscience que son ami ressent un manque. Koskinas vient la chercher devant son domicile et l'emmène à son appartement de Mitry-Mory, où ils ont un rapport sexuel sadomasochiste filmé. Koskinas lui met son masque sur les yeux, son bâillon-boule dans la bouche, sa cordelette autour du torse et ses menottes aux poignets. De la même manière que pour Oumeyma, Angélique perd connaissance. Vers 23h, Koskinas charge Angélique dans sa poubelle, puis descend brusquement les escaliers. Il charge sa victime, encore vivante, dans sa voiture, roule jusqu'à Fresnes-sur-Marne, puis jette la jeune femme dans le Canal de l'Ourcq, où elle meurt noyée, avant de repartir chez lui,,.
Dans la matinée du 20 juillet 2004, un deuxième corps est découvert dans le même Canal. La police fluviale est de nouveau dépêchée sur les lieux et découvrent un corps en bien meilleur état que celui retrouvé la veille. La jeune femme est nue et ligotée, est âgée d'une vingtaine d'années et présente des signes distinctifs : boucles d'oreille, piercing au nombril, chouchou. L'autopsie, réalisée sur les deux victimes, révèle que la mort est due à une noyade dans le canal, après y avoir été jetées inconscientes. Les enquêteurs font un rapprochement entre les deux découvertes, en raison des similitudes concernant la mise à mort. Le presse évoque également l'hypothèse d'un tueur en série, risquant à tout moment de récidiver,,,,,.
Le 22 juillet 2004, le père d'Angélique Despostes décide de signaler sa disparition. Koskinas se rend au commissariat avec lui. Un rapprochement est rapidement effectué avec le second corps, qui présente de nombreuses similitudes avec les accessoires retrouvés. La victime est finalement identifiée par sa famille, qui reconnaît le corps comme appartenant à Angélique. Pour les proches de la victime, l'incompréhension est totale,,,,,.
Les enquêteurs découvrent qu'Angélique avait trois fréquentations importantes dans sa vie : Sylvain, son petit-ami, Grégory, son ancien petit-ami, et Koskinas son meilleur ami. Lors de son interrogatoire, Sylvain affirme avoir travaillé dans une entreprise de logistique. Son alibi est vérifié, puis confirmé. Il affirme cependant avoir reçu un message d'Angélique, lui disant de le rejoindre devant la Gare de Villeparisis. Il s'y est rendu, mais est reparti car n'a pas vu Angélique. Interrogé en tant que témoin, Koskinas affirme connaître Angélique depuis 2001 et avoir tissé des liens d'amitié. Il déclare avoir vu la jeune fille le matin de sa disparition, en se rendant chez elle, pour faire un tour à Mitry-Mory. Il affirme l'avoir raccompagnée chez elle à 12h, avant de revenir chez lui manger, puis nettoyer sa voiture, avant de regarder deux films. Il ajoute qu'Angélique lui a laissé un message, lui disant avoir donné rendez-vous à Grégory à Fresnes-sur-Marne. Selon Koskinas, elle lui aurait demandé de venir, par peur de représailles de Grégory. Koskinas affirme avoir eu du mal à trouver cet endroit, qu'il ne le connaissait pas. En l'absence d'Angélique et de Grégory, Koskinas affirme être reparti chez lui. Lorsqu'il est interrogé, Grégory affirme avoir déjà frappé Angélique, mais dément les accusations de Koskinas et affirme avoir coupé tout contact avec Angélique depuis quatre mois. Son alibi est vérifié — il est en entreprise l'après-midi, à l'hôpital en fin de journée, puis passe la soirée avec des amis — puis confirmé,,,,,.
Les trois témoins repartent libres, mais les enquêteurs gardent de forts soupçons à l'égard de Koskinas, dont l'alibi est fragile. En fouillant dans leurs archives, les gendarmes découvrent la plainte de Sylvie, déposée contre Koskinas pour agression sexuelle et séquestration. Outre la plainte contre Koskinas, le suspect a téléphoné à la famille d'Angélique le soir de sa disparition, en pariant une bouteille de champagne sur son retour. Lorsque les gendarmes interrogent Alice, celle-ci affirme que Koskinas connaît Fresnes-sur-Marne car ils y ont passé leurs vacances à l'été 2003. La téléphonie mobile confirme également la présence d'Angélique à l'appartement de Koskinas au moment de sa disparition,,,,,.

## Arrestation, incarcération et identification de la première victime
Le 28 juillet 2004, Koskinas est interpellé à son appartement puis placé en garde à vue. Sa résidence est perquisitionnée et donne lieu à la découverte de clichés de femmes nues et clichés d'Alice. Chez la grand-mère de Koskinas, les gendarmes retrouvent le masque pour les yeux, le bâillon-boule, la cordelette et menottes. Sur le bâillon-boule, seront découverts les ADN de Koskinas, d'Angélique et de la première victime du canal. Outre la découverte de l'attirail, les gendarmes mettent la main sur des cassette vidéo, dissimulées dans des dictionnaires.
En garde à vue, Koskinas nie avoir des relations sadomasochistes avec ses partenaires sexuelles. Sur les cassettes, sont découvertes des séances sadomasochistes avec Angélique et la première victime du canal. A la 31e heure d'interrogatoire, Koskinas finit par reconnaître avoir une liaison avec Angélique depuis s'être séparé d'Alice. Il affirme qu'Angélique a accepté de participer à ce rapport pour combler le manque de sexe qu'il commençait à avoir. Confronté au témoignage de l'une de ses voisines, concernant un bruit vers 23h, Koskinas affirme avoir tué Angélique par accident, à la suite d'un étouffement dû au bâillon-boule. Il dit avoir chargé le corps dans une poubelle, qu'il a fait tomber accidentellement dans les escaliers, puis affirme l'avoir jetée dans le Canal de l'Ourcq, en lui faisant un bisou en guise d'excuse. Concernant, l'autre victime du canal, Koskinas se dit innocent de ce crime,,,,.
Le 30 juillet 2004, Koskinas, 23 ans, est mis en examen pour les deux assassinats puis placé en détention provisoire, à la maison d'arrêt de Fresnes,,,.
En vue d'identifier la première victime du canal, les gendarmes se focalisent sur les appels téléphoniques de Koskinas depuis l'année 2003. Ils tentent alors de découvrir quelle personne aurait pu être en contact avec lui, jusqu'en juillet 2004, en procédant par élimination. Parmi ces appels, sont découverts des tentatives d'approches par Koskinas : celui-ci appelait de nombreuses jeunes femmes pour leurs proposer des séances sadomasochistes. D'autres contacts sont identifiés comme étant des prostituées qui, lorsqu'elles sont appelées, raccrochent pour ne pas avoir d'ennuis. Pour obtenir des informations, les enquêteurs iront jusqu'à se faire passer pour des clients. Les escorts girls affirment, en effet, ne plus avoir de nouvelles de l'une de leurs amies, Oumeyma Bourmani, dont le téléphone a cessé d'émettre le 7 juillet 2004. Dans les effets personnels de Koskinas, est découvert un magazine parlant de l'escort girl,,.
Le 15 novembre 2004, l'ADN confirme que le corps appartient à Oumeyma Bourmani. Deux jours plus tard, Koskinas est interrogé concernant l'assassinat d'Oumeyma, mais nie avoir tué la jeune femme. Dans une lettre, il affirme que son ancien beau-fère, Christophe, est responsable de la mort d'Oumeyma. Selon Koskinas, Christophe et lui auraient donné rendez-vous à la victime à son appartement, en échange d'une nouvelle relation avec Alice. Après être brièvement parti, Koskinas aurait découvert Oumeyma morte, à la suite de son rapport sadomasochiste avec Christophe. Il raconte que Christophe a jeté Oumeyma dans le Canal de l'Ourcq et affirme avoir jeté Angélique au même endroit pour éloigner les soupçons vers lui. Les gendarmes ne croient pas à cette version et décident de convoquer Christophe. Interrogé, Christophe dément toute accusation de Koskinas portée contre lui. Il affirme ne pas être surpris pour autant car il a toujours fait part de son aversion pour Koskinas et avait longuement incité Alice à rompre avec lui,,.
A la fin de ses interrogatoires, Koskinas signe son procès-verbal d'un dessin de pénis. Il demande, ensuite, à la substitut du procureur général quel est son ressenti. La substitut ne répondra pas, mais confiera à son supérieur avoir été outrée de ce comportement. Ses mensonges et dénégations lui donnent un sentiment contrôle sur les autres. Lors de l'instruction, six experts psychiatres, dont le docteur Daniel Zagury, examinent Koskinas, sans obtenir de réponses à ses crimes. Ils soulignent cependant que sa rupture avec Alice a été un élément déclencheur de ses passages à l'acte. Les psychiatres affirment même que Koskinas est un tueur en série ayant été arrêté à ses débuts,,.
En 2007, Koskinas est renvoyé devant la Cour d'assises de Seine-et-Marne pour assassinats.

## Procès et condamnation
Le 10 mars 2008, s'ouvre le procès de Cyril Koskinas, devant la Cour d'assises de Melun (Seine-et-Marne). L'accusé, âgé de 27 ans, comparaît sans avocat, aucun d'entre-eux n'ayant été choisi pour le défendre. A défaut d'avocat, le procès avorte,.
Le procès rouvre, le 9 septembre 2008, après six mois de report. Lorsqu'il entre dans le box des accusés, Koskinas apparaît avec un style similaire à Pirates des Caraïbes et salue la cour avec assurance. Il a une attitude dérangeante et provocatrice tout au long du procès. Lorsque le Président Jacob lui demande s'il ressent du plaisir à pratiquer ses séances sadomasochistes, Koskinas lui répond qu'il devrait essayer. Koskinas s'adresse également à Me Stéphanie Thierry-Leufroy, avocate de la famille Despostes, en lui conseillant également d'essayer le sadomasochisme pour se déstresser. Lorsque Sylvie témoigne de sa séquestration, celle-ci s'effrondre en pleurs et Koskinas se moque d'elle. L'attitude de Koskinas est si dérangeante que son avocate, Me Daphné Pugliesi, perd son calme et le morigène. Concernant l'assassinat d'Angélique, Koskinas accuse, cette fois, Alice de l'avoir tuée. Lors de son témoignage à la barre, Koskinas cesse cependant ses provocations,,,,,.
Lors des réquisitions, l'avocate générale fait état de la dangerosité de Koskinas et affirme que l'accusé n'a « plus sa place dans la société ». Elle requiert la réclusion criminelle à perpétuité, à l'encontre de Koskinas, en fixant une période de sûreté de 20 ans. Lors des plaidoiries de la défense, Me Pugliesi avance que l'attitude de Koskinas relève d'une altération de discernement. Ensuite, elle plaide une condamnation pour « coups et blessures volontaires ayant entraîné la mort sans intention de la donner » concernant l'assassinat d'Angélique Despostes, ainsi que l'acquittement concernant l'assassinat d'Oumeyma Bourmani,,,,.
Le 16 septembre 2008, Koskinas est condamné à la réclusion criminelle à perpétuité, sans période de sûreté,,,,,.
Koskinas interjette appel de sa condamnation, mais décide d'y renoncer, en juin 2009.

### Vie en prison
Libérable depuis 2019, Koskinas est toujours incarcéré à cette date.

### Documentaires télévisés
- « Jeux pervers » (deuxième reportage) dans Suspect n° 1 le 29 octobre 2011 sur TMC.
- « Victimes d'un sadique : l'affaire des noyées de l'Ourcq » le 13 décembre 2018 dans Indices sur RMC Story.
- « Cyril Koskinas, sexe, mensonges et vidéo » le 26 novembre 2023 dans Faites entrer l'accusé présenté par Christophe Delay sur RMC Story.